# Toledo (Norte de Santander)
Toledo – miasto w Kolumbii, w departamencie Norte de Santander.